# Zolotov Island
Zolotov Island (englisch; russisch Остров Золотова Ostrow Solotowa, deutsch ‚Solotow-Insel‘) ist eine Insel vor der Ingrid-Christensen-Küste des ostantarktischen Prinzessin-Elisabeth-Lands. Sie liegt 1 km südlich von Hawker Island im Krok-Fjord im Gebiet der Vestfoldberge.
Norwegische Kartographen kartierten sie 1946 anhand von Luftaufnahmen der Lars-Christensen-Expedition 1936/37. Weitere Luftaufnahmen entstanden bei der US-amerikanischen Operation Highjump (1946–1947), 1956 bei einer sowjetischen Antarktisexpedition sowie 1957 und 1958 im Rahmen der Australian National Antarctic Research Expeditions. Russische Wissenschaftler benannten sie nach dem sowjetischen Hydrologen A. H. Solotow, der in Antarktika gestorben war. Das Antarctic Names Committee of Australia übertrug diese Benennung ins Englische.